# Линн, Сэмми
Сэ́мьюэл Линн (англ. Samuel Lynn; 25 декабря 1920 — январь 1995), также известный как Сэ́мми Линн (англ. Sammy Lynn) — английский футболист, хавбек.

## Футбольная карьера
Уроженец Сент-Хеленса, графство Ланкашир (в настоящее время — графство Мерсисайд), в августе 1935 года 14-летний Сэмми подписал любительский контракт с клубом «Манчестер Юнайтед». В январе 1938 года подписал профессиональный контракт с клубом. Однако из-за начала войны его дебют за основной состав «Юнайтед» был отложен до 3 января 1948 года, когда он впервые вышел на поле в матче Первого дивизиона против «Чарльтон Атлетик». Всего сезоне 1947/48 провёл за команду 3 матча, но в следующем сезоне в основном составе не появлялся. В сезоне 1949/50 провёл за «Юнайтед» 10 матчей.
В феврале 1951 года перешёл в клуб Третьего северного дивизиона «Брэдфорд Парк Авеню». Провёл за клуб 79 матчей.

## Статистика выступлений
| Клуб                | Сезон            | Лига | Лига | Кубок | Кубок | Итого | Итого |
| Клуб                | Сезон            | Игры | Голы | Игры  | Голы  | Игры  | Голы  |
| ------------------- | ---------------- | ---- | ---- | ----- | ----- | ----- | ----- |
| Манчестер Юнайтед   | 1947/48          | 3    | 0    | 0     | 0     | 3     | 0     |
| Манчестер Юнайтед   | 1948/49          | 0    | 0    | 0     | 0     | 0     | 0     |
| Манчестер Юнайтед   | 1949/50          | 10   | 0    | 0     | 0     | 10    | 0     |
| Манчестер Юнайтед   | Итого            | 13   | 0    | 0     | 0     | 13    | 0     |
| Брэдфорд Парк Авеню | 1950/51          | 15   | 0    | 0     | 0     | 15    | 0     |
| Брэдфорд Парк Авеню | 1951/52          | 37   | 0    | 4     | 0     | 41    | 0     |
| Брэдфорд Парк Авеню | 1952/53          | 21   | 0    | 2     | 0     | 23    | 0     |
| Брэдфорд Парк Авеню | Итого            | 73   | 0    | 6     | 0     | 79    | 0     |
| Всего за карьеру    | Всего за карьеру | 86   | 0    | 6     | 0     | 92    | 0     |